# 愛山林女子排球隊
愛山林女子排球隊（英語：JSL GROUP），是2018年成立的職業球隊，是企業排球聯賽參賽球隊之一。

## 球隊介紹
愛山林建設在108年度成立「愛山林女子排球隊」，並參與企業排球聯賽、贊助中華民國排球協會，推展排球運動，促進國民健康發揚運動精神。同時深耕培養國內體育人才實力，為臺灣體壇的發展奉獻一份心力。

## 企業十七年隊員名單
- 領隊：顧子歆
- 執行教練：康金塗
- 教練：林明輝、林雍順
- 管理：陳怡錚

## 外部連結
- 企業排球聯賽官方網站 （页面存档备份，存于）